# Шарофутдинов, Дилшод
Дилшод Шарофутдинов (узб. Dilshod Sharofutdionv; род. 15 октября 1985 года; Самарканд, Узбекская ССР, СССР) — узбекистанский футболист, полузащитник.

## Карьера
Начал профессиональную карьеру в 2004 году в составе самаркандского «Динамо». В составе «Динамо», Шарофутдинов выступал до 2008 года и за это время сыграл в 91 матче и забил 15 голов. В начале 2009 года он подписал контракт с ташкентским «Пахтакором» но вскоре в качестве аренды перешёл в наманганский «Навбахор». В составе наманганской команды он выступал один сезон и за это время сыграл в 12 матчах и забил 2 гола.
В начале 2010 года Шарофутдинов вернулся в стан «Пахтакора» и выступал за этот клуб до конца 2013 года. За это время он сыграл в 39 матчах и забил 6 голов. В 2014 году перешёл в малайзийский клуб «Сайма Дерби», где выступал до лета 2015 года. В июле того года вернулся в самаркандское «Динамо».

## Достижения
- Чемпион Узбекистана: 2012
- Обладатель Кубка Узбекистана: 2009, 2011
- Бронзовый призёр чемпионата Узбекистана: 2011